# Alpaida eberhardi
Alpaida eberhardi là một loài nhện trong họ Araneidae.
Loài này thuộc chi Alpaida. Alpaida eberhardi được Herbert Walter Levi miêu tả năm 1988.